# Teirake kaaini Kiribati
Teirake kaini Kiribati (dt.: „Steht auf, Kiribatier!“) ist die Nationalhymne von Kiribati. Der Text und die Musik stammen von Ioteba Tamuera Uriam (1910–1988), der die Hymne 1979 anlässlich der Unabhängigkeit des Staates komponierte.

## Text
Kunan Kiribati
Teirake kaaini Kiribati, Anene ma te kakatonga,
Tauraoi nakon te mwioko, Ma ni buokia aomata.
Tauaninne nte raoiroi, Tangiria aomata nako.
Tauaninne nte raoiroi, Tangiria aomata.
Reken te kabaia ma te rau, Ibuakoia kaain abara,
Bon reken te nano ae banin, Ma te i-tangitangiri naba.
Ma ni wakina te kabaia, Ma n neboa i eta abara.
Ma ni wakina te kabaia, Ma n neboa abara.
Ti butiko ngkoe Atuara, Kawakinira ao kairira,
Nakon taai aika i maira, Buokira ni baim ae akoi.
Kakabaia ara Tautaeka, Ma ake a makuri iai.
Kakabaia ara Tautaeka, Ma aomata ni bane.